# Гринчик, Алексей Николаевич
Алексей Николаевич Гринчик (26 декабря 1912, Зима Иркутская область — 11 июля 1946, Москва) — советский лётчик-испытатель 1-го класса, инженер-подполковник, выполнил первый полёт на первом советском реактивном истребителе МиГ-9.

## Биография
Родился 26 декабря 1912 года в городе Зима Иркутской области.
С 1932 — студент Московского авиационного института. В 1934—1937 работал расчётчиком-прочнистом в КБ С. В. Ильюшина. В 1935 окончил аэроклуб МАИ, оставлен в нём лётчиком-инструктором. В 1936 окончил Московский авиационный институт.
В 1937 окончил лётную школу ЦАГИ. В 1937—1941 — инженер-лётчик-испытатель ЦАГИ. Провёл испытания ББ-МАИ (1940), БОК-15 (1940), испытания Ме-109Е-3 на штопор (1940—1941), СК-2 на штопор (1941).
С апреля 1941 по январь 1942 — на лётно-испытательной работе в ЛИИ.
Провёл испытания Та-3 на штопор (1941).
В армии с 1941 года. Участник Великой Отечественной войны: в июле-августе 1941 года — лётчик 2-й отдельной истребительной авиационной эскадрильи (ПВО г. Москвы), совершил 5 боевых вылетов; в январе-марте 1942 — заместитель командира АЭ 237-го истребительного авиационного полка (Калининский фронт). Всего совершил 74 боевых вылетов, сбил лично 6 и в группе 20 самолётов противника. 15 января 1942 года в воздушном бою лично сбил два самолёта противника, но и его самолёт был подбит, а сам он ранен, несмотря на это посадил свой горящий самолёт на своей территории. 10 февраля 1942 года зам.комэска 237-го иап инженер 3-го ранга А. Н. Гринчик был объявлен пропавшим без вести Приказом ГУ ФиУк войск КА от 18 апреля 1942 года приказ об объявлении пропавшим отменён — Гринчик находится в госпитале на излечении..
Всего за время нахождения в действующей армии совершил 74 боевых вылетов (из них 10  полётов на штурмовоку врага), сбил лично 6 и в группе 20 самолётов противника.
После выздоровления, с мая 1942 — вновь на лётно-испытательной работе в ЛИИ.
Выполнил первый полёт (27.04.1946) на первом отечественном реактивном самолёте И-300 (МиГ-9) и провёл его испытания. Провёл испытания: Ла-5 на устойчивость (1943), Ил-6 на устойчивость (1943), Ще-2 на штопор и устойчивость (1943), МиГ-8 «Утка» (1945—1946); ряд других испытательных работ по тематике института.
За время работы в ЛИИ им освоено 120 типов летательных аппаратов различного назначения. Он участвовал в испытаниях 14 опытных самолётов, а при испытании 4 опытных самолётов являлся ведущим лётчиком-испытателем.
Погиб 11 июля 1946 года при выполнении полёта на опытном МиГ-9 при показе авиационной техники высокопоставленным представителям МАП и ВВС.
Жил в городе Жуковский Московской области. Похоронен в Москве, на Новодевичьем кладбище.

## Последний полёт и причины катастрофы
Вторым на показе взлетел Як-15, пилотируемый лётчиком-испытателем М. И. Ивановым. При выполнении последним крутых виражей, А. Н. Гринчик, наблюдая за полётом, сказал, что тоже может делать такие виражи не хуже, чем на Як-15. Однако ведущий инженер А. Т. Карев напомнил ему, что машина на таких режимах ещё не испытывалась. А. Н. Гринчик ответил, что он прекрасно это понимает и поэтому можно не беспокоиться.
После посадки Як-15, А. Н. Гринчик вылетел на И-300 (Ф-1) в свой двадцатый полёт. Самолёт легко оторвался от земли, набрал высоту около 3000-3500 м, затем снизился до 450—500 м и над аэродромом начал выполнять различные манёвры. При выполнении крутых виражей на машине чувствовалась значительная перегрузка, так как при наблюдении с земли было ясно видно, что в это время с концов крыла сходили чёткие инверсионные жгуты. После этого лётчик перевёл самолёт на снижение и со стороны Кратово решил на высоте 100—150 м пролететь над аэродромом с большой скоростью.
При подходе к началу аэродрома самолёт вдруг вздрогнул. В этот момент от него отделились два предмета и он, переворачиваясь через правое крыло, перешёл в обратное пикирование и на краю аэродрома врезался в землю и взорвался. Лётчик-испытатель А. Н. Гринчик погиб. Общий налёт первого экземпляра И-300 к моменту катастрофы составил 6 час 23 мин. В присутствии главного маршала авиации К. А. Вершинина в начале аэродрома около взлётно-посадочной полосы были подобраны оторвавшиеся в воздухе съёмная лобовая часть крыла с переходным зализом на фюзеляж и концевая часть левого элерона.
Расследование катастрофы показало следующее. Съёмная часть переднего носка крыла (лобовик) с переходным зализом на фюзеляж были предусмотрены для обеспечения во время эксплуатации подхода к тягам управления элеронами, а также для доступа в фюзеляж через имеющийся в этом районе люк. Для обеспечения лёгкосъёмности крепление лобовика осуществлялось к переднему лонжерону крыла стяжным болтом и к ушку, закреплённому на фюзеляже, специальным штырём. При этом тяги управления элеронами проходили над стяжными болтами.
При проведении статических испытаний прочность крепления съёмных лобовиков не вызвала сомнений. Однако,  при проведении статиспытаний не была учтёна деформация крыла при перегрузках в полёте в сочетании со встречным скоростным напором. В результате во время полёта большие перегрузки, возникшие при выполнении крутых виражей, привели к деформации крыльев со значительным прогибом консолей крыла вверх. Вместе с этим и под воздействием скоростного напора, штырь крепления лобовика левого крыла к фюзеляжу вышел из зацепления и лобовик начал деформироваться кверху, изгибая стяжной болт вокруг тяги управления левого элерона. В момент пролёта самолёта на малой высоте с большой скоростью лобовик левого крыла сильно задрался кверху и стяжным болтом перерезал тягу левого элерона, а когда болт лопнул, лобовик сорвался с крыла. Самолёт стал неуправляемым, а от большой перегрузки начали разрушаться элероны, рули высоты и направления.
Таким образом, главной причиной катастрофы явилось неудачное крепление съёмных лобовиков крыла. В связи с этим на других машинах крепление лобовиков изменили, их стали фиксировать винтами по всему периметру разъёма.

## Награды
- орден Ленина  (27.04.1942) «За образцовое выполнение боевых заданий командования на фронте борьбы с немецкими захватчиками и проявленные при этом доблесть и мужество»[8];
- орден Ленина  (19.08.1944) «За образцовое выполнение заданий правительства по испытанию боевых самолетов»[9];
- орден Ленина  (05.02.1947) «За успешное выполнение заданий командования»[10];
- орден Отечественной войны 1-й степени (29.04.1944) «За образцовое выполнение заданий правительства по испытанию боевых самолетов»[11];
- орден Отечественной войны 1-й степени  (16.09.1945) «За образцовое выполнение заданий правительства по испытанию боевых самолетов»[12];
- медаль «За оборону Москвы»;
- медаль «За победу над Германией в Великой Отечественной войне 1941—1945 гг.» (24.08.1945)[13].

## Увековечение памяти А. Н. Гринчика
- Именем А. Н. Гринчика названа улица в городе Жуковском Московской области.[14]
- Он — главный герой документальной повести А. А. Аграновского «Открытые глаза».[15]
- Прототип главного героя Алексея Колчина в художественном фильме «Им покоряется небо» (1963), (авторы сценария: Анатолий Аграновский и Леонид Агранович, режиссёр-постановщик Татьяна Лиознова).[14][16]
- В городе Зима Иркутской области именем А. Н. Гринчика были названы[15]
  - Одна из улиц города;
  - Пионерская дружина средней школы №6;
  - Дом культуры железнодорожников (был уничтожен пожаром в 2001 году). Заново построен и открыт 21 августа 2021 года. МАУК ДК Им.А. Н. Гринчика.